# 粘类肥蛛
粘类肥蛛（学名：Larinioides ixobola）为园蛛科类肥蛛属的动物。分布于欧洲、俄罗斯以及中国大陆的新疆等地，常栖息于灌木丛 布网于山野林间灌木丛中。该物种的模式产地在欧洲。